# Matti Järvinen
Matti Henrikki Järvinen (ur. 18 lutego 1909 w Tampere, zm. 22 lipca 1985 w Helsinkach) – fiński lekkoatleta, oszczepnik.
Najwybitniejszy oszczepnik świata lat trzydziestych. Złoty medalista igrzysk olimpijskich w 1932 w Los Angeles, gdzie uzyskał wynik 72,71 m. Dla upamiętnienia tego sukcesu przy Stadionie Olimpijskim w Helsinkach wzniesiono wieżę dokładnie tej wysokości.
Dwukrotnie był mistrzem Europy (1934 w Turynie i 1938 w Paryżu). Podczas igrzysk olimpijskich w 1936 w Berlinie startował z kontuzją pleców i zajął 5. miejsce.
Między 1930 a 1936 był dziesięciokrotnym rekordzistą świata (do 77,23 m w 1936).
Jego ojciec Verner był brązowym medalistą olimpijskim w rzucie dyskiem w stylu greckim na igrzyskach w 1908 w Londynie, a brat Akilles dwukrotnym srebrnym medalistą w dziesięcioboju na igrzyskach olimpijskich w 1928 w Amsterdamie i w 1932 w Los Angeles.